# 토마시 얀다
토마시 얀다(체코어: Tomáš Janda, 1973년 6월 27일 ~ )는 체코 출신의 축구 선수이다. K리그에서 등록명은 토마스를 사용하였으며 공격수로 활약하였다.

## 클럽 경력
안양 LG 치타스 (현 FC 서울)에 2001년 입단하여 2001 시즌 한 시즌 동안 시즌 통산 1경기 0득점-0도움 (리그컵 1경기 0득점-0도움)의 기록을 남겼다.